# Aleksey Cheremisinov
Aleksey Cheremisinov (en russe : Алексей Борисович Черемисинов), né le 9 juillet 1985 à Moscou, est un escrimeur russe, spécialiste du fleuret.

## Carrière
Cheremisinov commence l'escrime à sept ans car il habitait à proximité d'une salle d'arme.
Il rejoint l'équipe nationale Russe en 2007. Pressenti pour les Jeux olympiques d'été de 2008, il n'est pas retenu après sa défaite en quart de finale au tournoi de qualification de Lisbonne contre le Roumain Virgil Sălișcan.
Cheremisinov décroche son premier titre européen aux championnats d'Europe de 2012 à Legnano après avoir battu le britannique Richard Kruse 15-11 en demi-finale puis l'allemand Benjamin Kleibrink 15-7 en finale. Aux Jeux olympiques d'été de 2012 il perd contre Andrea Baldini en quart de finale de l'épreuve individuelle. Dans le tournoi par équipe la Russie rencontre l' Allemagne au premier tour. Cheremisinov entame le dernier relais avec trois touches d'avance mais n'arrive pas à se maintenir en tête face à Peter Joppich et la Russie perd 40-44.
Cheremisinov monte sur la plus haute marche d'un podium mondial à l'occasion des Championnats du monde en 2014 à Kazan en battant en finale le Chinois Ma Jianfei.
En 2015 Cheremisinov remporte les médailles d'argent européenne et mondiale par équipe. De nouveau champion d'Europe par équipe en 2016, il est sélectionné pour les Jeux olympiques où il remporte le titre par équipe en battant la France 45-41.
L'année 2017 voit Cheremisinov monter sur un nouveau podium par équipe aux championnats d'Europe perdant la finale face à la France 43-45. Aux championnats du monde, il est écarté d'un éventuel podium dès les 8e de finale par son compatriote Dmitry Zherebchenko et l'aventure par équipe se termine également privée de médaille en petite finale de nouveau face à la France. Cheremisinov renoue avec les podiums européen en 2018 remportant le doublé individuel et par équipe lors des championnats d'Europe.

## Palmarès
- Jeux olympiques
  -  Médaille d'or par équipe aux Jeux olympiques de 2016 à Rio de Janeiro

- Championnats du monde d'escrime
  -  Médaille d'or aux championnats du monde d'escrime 2014 à Kazan
  -  Médaille d'argent par équipe en 2015 à Moscou

- Championnats d'Europe d'escrime
  -  Médaille d'or aux championnats d'Europe d'escrime 2018 à Novi Sad
  -  Médaille d'or aux championnats d'Europe d'escrime 2012 à Legnano
  -  Médaille d'argent aux championnats d'Europe d'escrime 2014 à Strasbourg
  -  Médaille d'argent aux championnats d'Europe d'escrime 2013 à Zagreb
  -  Médaille de bronze aux championnats d'Europe d'escrime 2011 à Sheffield
  -  Médaille d'or par équipe en 2018 à Novi Sad
  -  Médaille d'or par équipe en 2016 à Toruń
  -  Médaille d'argent par équipe en 2017 à Tbilissi
  -  Médaille d'argent par équipe en 2015 à Montreux
  -  Médaille d'argent par équipe en 2010 à Leipzig
  -  Médaille d'argent par équipe en 2007 à Gand
  -  Médaille de bronze par équipe en 2014 à Strasbourg
  -  Médaille de bronze par équipe en 2011 à Sheffield
  -  Médaille de bronze par équipe en 2008 à Kiev

## Distinction
- Ordre de l'Amitié, Russie, 25 août 2016 [8].